# 马南冈埃讷
马南冈埃讷（法語：Maninghen-Henne，法語發音：[manɛ̃ɡɑ̃ ɛn]）是法国上法蘭西大區加来海峡省的一个市镇，属于滨海布洛涅区。

## 地理
马南冈埃讷（50°46'5"N, 1°40'7"E）面积3.99 平方千米，位于法国上法蘭西大區加来海峡省，该省份为法国北部沿海省份，西北濒北海，南至索姆省，东临北部省。
与马南冈埃讷接壤的市镇（或旧市镇、城区）包括：瓦坎冈、奥夫勒坦、皮特福、维耶尔埃弗鲁瓦、维米勒。

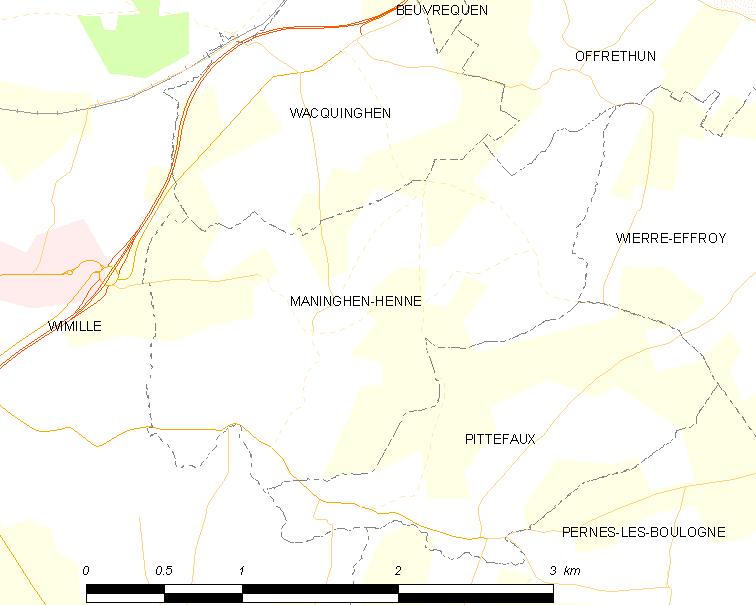
马南冈埃讷的OSM定位图

马南冈埃讷的时区为UTC+01:00、UTC+02:00（夏令时）。

## 行政
马南冈埃讷的邮政编码为62250，INSEE市镇编码为62546。

## 政治
马南冈埃讷所属的省级选区为代夫勒县。

## 人口

1962-2008年间马南冈埃讷人口变化图示

马南冈埃讷于2022年1月1日时的人口数量为329人。